# Яцюкове
Яцюко́ве —  село в Україні, у Чорнухинській селищній громаді Лубенського району Полтавської області. Населення становить 1 осіб. До 2018 орган місцевого самоврядування — Вороньківська сільська рада.

## Географія
Село Яцюкове знаходиться між селами Хейлівщина та Нова Діброва (1 км). По селу протікає пересихаючий струмок з загатою.